# Gelaagdheid

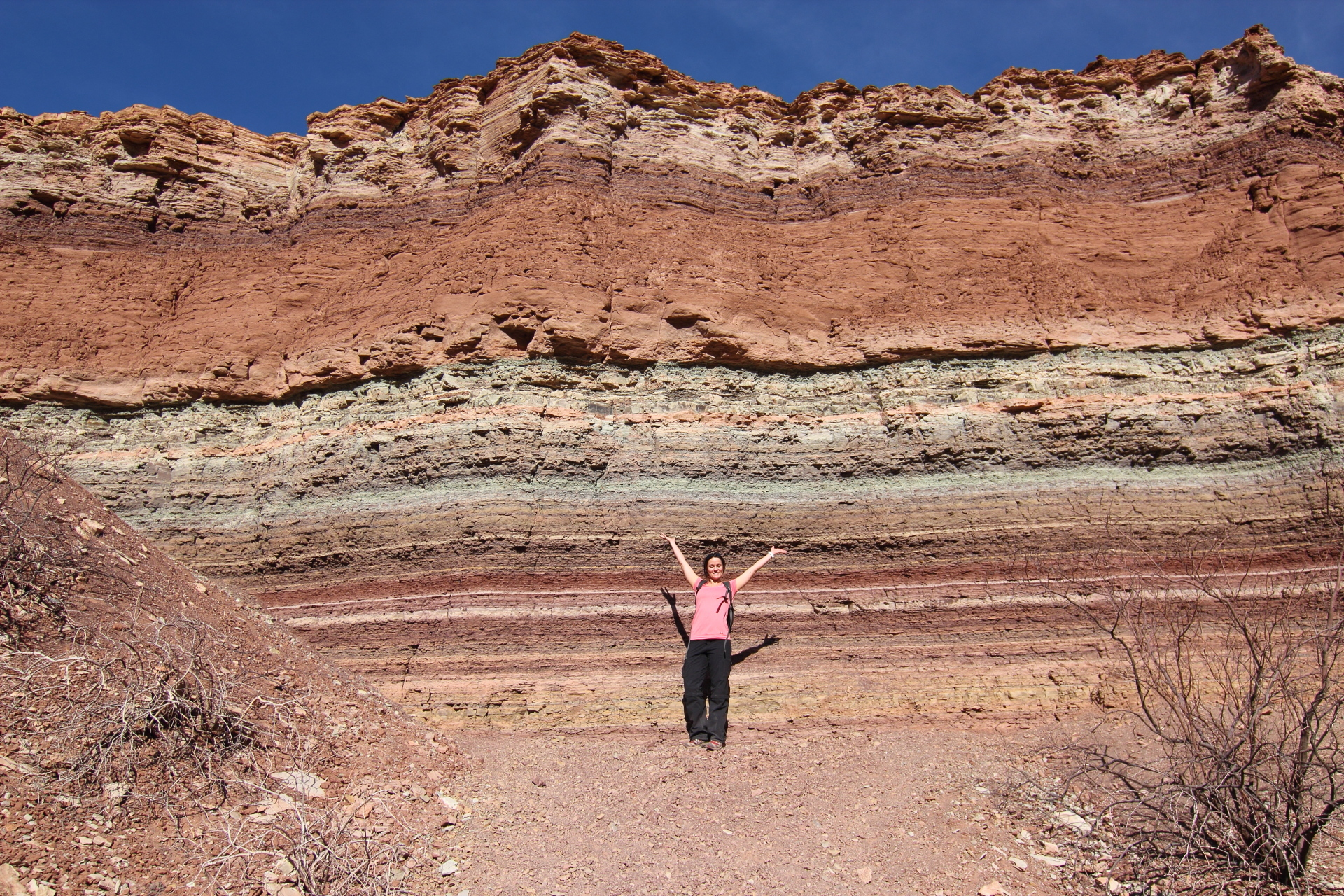
Sedimentaire gelaagdheid in Argentinië.

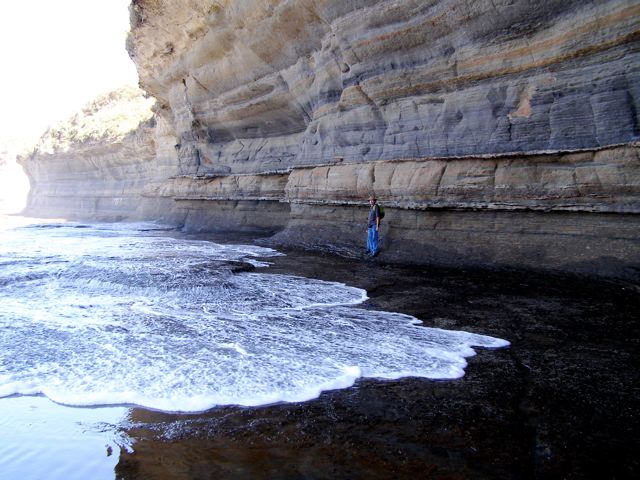
Sedimentaire gelaagdheid in gesteente bij Depot Beach in New South Wales.

Gelaagdheid of sedimentaire gelaagdheid (Engels: bedding) is in de geologie een planaire structuur in een gesteente, ontstaan door sedimentatie van lagen sediment over elkaar. Gelaagdheid kan behalve in sedimentair gesteente ook in vulkanisch gesteente voorkomen, waar het op vergelijkbare wijze vormt. Soms kan ook in metamorf gesteente nog een sedimentaire gelaagdheid worden onderscheiden. Andere planaire structuren in metamorfe gesteenten worden foliaties genoemd.
Sedimentaire gelaagdheid is oorspronkelijk altijd in de vorm van horizontale vlakken (volgens Steno's principe van oorspronkelijke horizontaliteit). Door tektonische of gravitationele krachten kan een gelaagdheid echter scheefgesteld worden, zodat de gelaagdheid niet meer horizontaal ligt. 

## Gelaagdheid in metamorfe gesteenten
Hoe sterker een metamorf gesteente gerekristalliseerd is, hoe minder er van de sedimentaire gelaagdheid te herkennen is. In sterk metamorfe gesteenten kan een sedimentaire gelaagdheid bewaard zijn gebleven als een verschil in lithologie (een compositieverschil), terwijl andere sedimentaire structuren totaal verdwenen zijn.
De sedimentaire gelaagdheid wordt in metamorfe gesteenten met S0 aangeduid om haar te onderscheiden van andere planaire structuren (foliaties).